# Tolna vármegyei 2. sz. országgyűlési egyéni választókerület
A Tolna vármegyei 2. sz. országgyűlési egyéni választókerület egyike annak a 106 választókerületnek, amelyre a 2011. évi CCIII. törvény Magyarország területét felosztja, és amelyben a választópolgárok egy-egy országgyűlési képviselőt választhatnak. A választókerület nevének szabványos rövidítése: Tolna 02. OEVK. Székhelye: Dombóvár

## Területe
A választókerület az alábbi településeket foglalja magába:
1. Alsónána
2. Aparhant
3. Attala
4. Bátaapáti
5. Bonyhád
6. Bonyhádvarasd
7. Cikó
8. Csibrák
9. Csikóstőttős
10. Dalmand
11. Diósberény
12. Dombóvár
13. Döbrököz
14. Dúzs
15. Értény
16. Felsőnána
17. Grábóc
18. Györe
19. Gyulaj
20. Harc
21. Hőgyész
22. Izmény
23. Jágónak
24. Kakasd
25. Kalaznó
26. Kapospula
27. Kaposszekcső
28. Kéty
29. Kisdorog
30. Kismányok
31. Kistormás
32. Kisvejke
33. Kocsola
34. Koppányszántó
35. Kölesd
36. Kurd
37. Lápafő
38. Lengyel
39. Mórágy
40. Mőcsény
41. Mucsfa
42. Mucsi
43. Murga
44. Nagykónyi
45. Nagymányok
46. Nagyvejke
47. Nak
48. Szakadát
49. Szakály
50. Szakcs
51. Szálka
52. Tevel
53. Újireg
54. Váralja
55. Várong
56. Varsád
57. Závod
58. Zomba

## Országgyűlési képviselője
| Név                 | Párt                                         | Párt          | Terminus                                             | Megjegyzés                                   |
| ------------------- | -------------------------------------------- | ------------- | ---------------------------------------------------- | -------------------------------------------- |
| Potápi Árpád János  |                                              | Fidesz – KDNP | 2014 – 2024                                          | A 2014-es országgyűlési választás eredménye: |
| Potápi Árpád János  | A 2018-as országgyűlési választás eredménye: | Fidesz – KDNP | 2014 – 2024                                          |                                              |
| Potápi Árpád János  | A 2022-es országgyűlési választás eredménye: | Fidesz – KDNP | 2014 – 2024                                          |                                              |
| Dr. Csibi Krisztina | Fidesz – KDNP                                | 2025 –        | A 2025-ös időközi országgyűlési választás eredménye: |                                              |

## Demográfiai profilja
| Iskolai végzettség                | Iskolai végzettség               | Iskolai végzettség | Iskolai végzettség | Iskolai végzettség |
| --------------------------------- | -------------------------------- | ------------------ | ------------------ | ------------------ |
|                                   |                                  |                    |                    | fő                 |
| Általános iskolát nem végezte el  | Általános iskolát nem végezte el |                    | 1559               | 1559               |
| Általános iskola                  | Általános iskola                 |                    | 13792              | 13792              |
| Szakmunkás                        | Szakmunkás                       |                    | 17117              | 17117              |
| Érettségi                         | Érettségi                        |                    | 17095              | 17095              |
| Diploma                           | Diploma                          |                    | 7465               | 7465               |
| A 2022. évi népszámlálás szerint. |                                  |                    |                    |                    |

A Tolna vármegyei 2. sz. választókerület lakónépessége 2022. október 1-jén 68 277 fő volt. A 2011-es és a 2022-es népszámlálás között 8251 fővel csökkent a választókerület lakosság száma. A választókerületben a korösszetétel alapján a legtöbben a középkorúak élnek 24 863 fővel, míg a legkevesebben a gyermekek 11 249 fővel. A választókerület lakosságának a 79,8%-nál van internet elérési lehetőség.
A legmagasabb befejezett iskolai végzettség szerint a szakmunkás végzettséggel rendelkezők élnek a legtöbben 17 117 fő, utánuk a következő nagy csoport az érettségizettek 17 095 fővel.
Gazdasági aktivitás szerint a lakosság közel fele foglalkoztatott 30 104 fő, második legjelentősebb csoport az inaktív keresők, akik főleg nyugdíjasok 20 409 fővel.
A választókerület legjelentősebb nemzetiségi csoportja a német 3261 fő, illetve a cigány 1564 fő. Magyar állampolgársággal nem rendelkező külföldi állampolgárok aránya 1,5%.
Vallási összetétel szerint a választókerületben lakók legnagyobb vallása a római katolikus (25 880 fő), valamint jelentős közösség még a reformátusok (1871 fő). A vallási közösséghez nem tartozók száma szintén jelentős (6078 fő), a választókerületben a második legnagyobb csoport a római katolikus vallás után.

## Országgyűlési választások
| Párt | Párt          | Jelölt              | Szavazatok | %      |
| ---- | ------------- | ------------------- | ---------- | ------ |
|      | Fidesz – KDNP | Dr. Csibi Krisztina | 11 913     | 63,7%  |
|      | Mi Hazánk     | Dúró Dóra           | 3588       | 19,18% |
|      | DK            | Takács László       | 2055       | 10,99% |
|      | Független     | Harangozó Gábor     | 437        | 2,34%  |
|      | Független     | Vilcsek Ernő        | 380        | 2,03%  |
|      | 2RK           | Ágoston Pál Péter   | 330        | 1,76%  |

| Párt                               | Párt                                            | Jelölt                 | Szavazatok | %     | ± %   |
| ---------------------------------- | ----------------------------------------------- | ---------------------- | ---------- | ----- | ----- |
|                                    | Fidesz – KDNP                                   | Potápi Árpád János     | 24 362     | 62,44 | 3,99  |
|                                    | DK – Jobbik – Momentum – MSZP – LMP – Párbeszéd | Szabó Loránd           | 10 536     | 27    | 12,19 |
|                                    | Mi Hazánk                                       | Tobak Gábor            | 2942       | 7,54  | Új    |
|                                    | Normális Párt                                   | Bea Gábor              | 601        | 1,54  | Új    |
|                                    | MEMO                                            | Kőmüves Attila         | 576        | 1,48  | Új    |
| Megjelent                          | Megjelent                                       | Megjelent              | 39 625     | 67,59 | 0,1   |
| Választópolgárok száma             | Választópolgárok száma                          | Választópolgárok száma | 58 630     | 100   | 4,52  |
| A Fidesz – KDNP tartja a körzetet. |                                                 |                        |            |       |       |

| Párt                               | Párt                   | Jelölt                     | Szavazatok | %     | ± %   |
| ---------------------------------- | ---------------------- | -------------------------- | ---------- | ----- | ----- |
|                                    | Fidesz – KDNP          | Potápi Árpád János         | 23 910     | 58,45 | 10,86 |
|                                    | Jobbik                 | Fenyvesi Csaba Zsolt       | 10 127     | 24,76 | 1,42  |
|                                    | DK                     | Gecséné Dr. Slárku Szilvia | 3468       | 8,48  | 15,43 |
|                                    | LMP                    | Dr. Kretz István József    | 1966       | 4,81  | 1,81  |
|                                    | Momentum               | Sárdi Csaba László         | 468        | 1,14  | Új    |
|                                    | FKgP                   | Dr. Holló Sándor Ferenc    | 337        | 0,82  | 0,47  |
|                                    | CSP                    | Huszár Emese Katalin       | 202        | 0,49  | Új    |
|                                    | MISZEP                 | Sárközi Szabina            | 101        | 0,25  | Új    |
|                                    | SZEM Párt              | Papp Felícia               | 93         | 0,23  | Új    |
|                                    | Összefogás Párt        | Molnár Zsuzsanna           | 72         | 0,18  | Új    |
|                                    | MCP                    | Győri Lajos                | 41         | 0,1   | Új    |
|                                    | ECDP                   | Horváth Józsefné           | 39         | 0,1   | Új    |
|                                    | IMA                    | Fehér Imre                 | 38         | 0,09  | Új    |
|                                    | HAM                    | Bese Mátyás                | 22         | 0,05  | Új    |
|                                    | EU.ROM                 | Király István              | 21         | 0,05  | Új    |
| Megjelent                          | Megjelent              | Megjelent                  | 41 360     | 67,49 | 8,84  |
| Választópolgárok száma             | Választópolgárok száma | Választópolgárok száma     | 61 279     | 100   | 4,05  |
| A Fidesz – KDNP tartja a körzetet. |                        |                            |            |       |       |

| Párt                                  | Párt                          | Jelölt                   | Szavazatok | %     |
| ------------------------------------- | ----------------------------- | ------------------------ | ---------- | ----- |
|                                       | Fidesz – KDNP                 | Potápi Árpád János       | 17 547     | 47,59 |
|                                       | MSZP – Együtt – DK – PM – MLP | Tigelmann Péter          | 8816       | 23,91 |
|                                       | Jobbik                        | Monostori János          | 8606       | 23,34 |
|                                       | LMP                           | Dömötörné Solymár Orsika | 1105       | 3     |
|                                       | A haza nem eladó              | Nyerges Attiláné         | 242        | 0,66  |
|                                       | Zöldek                        | Banainé Kömüves Anita    | 218        | 0,59  |
|                                       | FKgP                          | Lécz György              | 128        | 0,35  |
|                                       | Együtt 2014                   | Orsós István             | 83         | 0,23  |
|                                       | MKSZU                         | Konyár Melinda           | 67         | 0,18  |
|                                       | AQP                           | Marton Janka             | 33         | 0,09  |
|                                       | MACSEP                        | Orsós Istvánné           | 23         | 0,06  |
| Megjelent                             | Megjelent                     | Megjelent                | 37 394     | 58,65 |
| Választópolgárok száma                | Választópolgárok száma        | Választópolgárok száma   | 63 759     | 100   |
| A Fidesz – KDNP nyeri meg a körzetet. |                               |                          |            |       |

## Az Ellenzéki előválasztás – 2021
| Frakció                            | Frakció         | Jelölő szervezetek                | Jelölt          | Szavazatok | %     |
| ---------------------------------- | --------------- | --------------------------------- | --------------- | ---------- | ----- |
|                                    | DK              | DK, MMM                           | Szabó Loránd    | 1609       | 57,98 |
|                                    | Momentum        | Momentum, Jobbik, MSZP, Párbeszéd | Száraz Zoltán   | 1166       | 42,02 |
| Összes szavazat                    | Összes szavazat | Összes szavazat                   | Összes szavazat | 2775       | 100   |
| Szabó Loránd nyeri meg a körzetet. |                 |                                   |                 |            |       |